# Red de distribución de contenidos

El sistema tradicional de distribución de datos y CDN.

Una red de distribución de contenidos (CDN, content delivery network en inglés) es una red superpuesta de computadoras que contienen copias de datos, colocados en varios puntos de una red con el fin de maximizar el ancho de banda para el acceso a los datos de clientes por la red. Un cliente accede a una copia de la información cerca del cliente, en contraposición a todos los clientes que acceden al mismo servidor central, a fin de evitar embudos cerca de ese servidor.
Los tipos de contenido incluyen objetos web, objetos para descargar (archivos multimedia, software, documentos), aplicaciones, medios de comunicación en tiempo real y otros componentes de entrega de Internet (DNS, rutas y consultas de base de datos).

## Introducción
Las CDN emergen como la solución al actual problema que presenta una web centralizada: lograr bajo tiempo de respuesta y mínima pérdida de información, moviendo el contenido de la información más cerca de los usuarios.
El objetivo es lograr un equilibrio entre los costos en que incurren los proveedores de contenido web y la calidad de servicio para los usuarios finales.
Las ventajas de la implementación de este modelo son las siguientes:
- Reduce la carga de los servidores.
- Red de tráfico distribuida.
- Reduce la latencia.
- Incrementa el ancho de banda.
- Aumenta el web caching.

## Arquitectura de una CDN
| - Componente de entrega de contenidos Se cuenta con un servidor de origen y un conjunto de servidores sustitutos para replicar el contenido. - Componente de enrutamiento de solicitudes Usuarios solicitan directamente a los servidores sustitutos. Interactúa con el componente de distribución para mantener y actualizar el contenido. - Componente de distribución de contenido Mueve el contenido desde el origen a los servidores sustitutos y asegura consistencia - Componente de contabilidad Mantiene registros de los accesos de los clientes y los registros de uso de los servidores. Ayuda a la presentación de informes de tráfico y facturación basada en el uso |

## Servicios y contenidos compatibles con CDN
- Contenido estático: Páginas estáticas HTML, imágenes, documentos, parches de software.
- Distribución de audio y video por internet: Audio y video en tiempo real. Videos generados por el usuario
- Servicio de contenido: Directorio, comercio-e, servicio de transferencia de archivos.
- Fuentes de contenido: Grandes empresas, proveedores de servicios web, compañías de medios de comunicación, y emisoras de noticias
- Clientes: Medios de comunicación y empresas de publicidad por internet, centros de datos, proveedores de internet, minoristas de música en línea, operadores móviles y fabricantes de electrónica de consumo.
- Interacción del usuario: Celular, teléfono inteligente/PDA, notebooks y computadoras de escritorio.

## Objetivos de negocio
Escalabilidad
- Habilidad para expandirse con el objetivo de manejar nuevos y grandes cantidades de datos. Usuarios y transacciones.
- Requiere capacidad para la entrega de contenido dinámico de aprovisionamiento y de alta calidad, con bajo coste operacional.
- Tendencia futura: los proveedores de contenidos, así como usuarios finales pagarán para obtener contenido de alta calidad.

Seguridad
- Protección del contenido contra modificaciones y accesos no autorizados.
- Requiere red física, software, datos y procedimientos de seguridad.
- Tendencia futura: reducir la interrupción del negocio mediante la lucha contra los ataques de negación de servicio y otras actividades maliciosas.

Fiabilidad, Capacidad de Respuesta y Rendimiento
- Disponibilidad de servicios, manejo de posibles interrupciones y experiencia del usuario final.
- Requiere una red tolerante de fallos con equilibrado de carga adecuada.
- Tendencia futura: ubicación del contenido distribuido, la coherencia de caché y los mecanismos de enrutamiento

## Beneficios del CDN
Debido a la arquitectura del CDN, se pueden detallar los siguientes beneficios:
- Mayor capacidad de conexión.
- Disminución del tiempo de respuesta de entrega de información al usuario.
- Disminución de los costos asociados a la entrega de contenidos.
- Reducción de la pérdida y demora de paquetes, ya que trabajan con nodos cercanos al usuario.
- Disminución de carga de la red.
- Se tiene 100% de disponibilidad de información, incluso ante la caída de uno de los servidores.
- Permite obtener estadísticas de comportamiento de usuarios basado en el registro de las páginas visitadas y de la ubicación geográfica, entre otras.